# Злоупотребление правом
Термин «злоупотребление правом» используются, в основном, в гражданском праве; обозначаемое им деяние запрещено законом (см., в частности, ст. 10 Гражданского кодекса Российской Федерации). Широко используется судебными органами, в том числе в качестве основания признания сделок недействительными.

## Значение термина
Однозначного понимания данного термина нет ни в законодательстве, ни в науке, ни в судебной практике.
Наиболее полный обзор точек зрения на юридическую сущность данного явления (Мусарский С. В., 2022 г.) показал следующие основные концепции злоупотребления правом:
1) «Шиканы» (злоупотребление правом — осуществление субъективного права с целью причинить вред другому лицу);
2) «Нарушения нравственности (этики, морали)» (злоупотребление правом — осуществление субъективного права, нарушающее нормы морали, этики или нравственности);
3) «Справедливости» (злоупотребление правом — осуществление субъективного права, нарушающее справедливость);
4) «Нарушения цели субъективного права» (злоупотребление правом — осуществление субъективного права, противоречащее цели этого права);
5) «Нарушения границ субъективного права» (злоупотребление правом — осуществление субъективного права за пределами границ этого права);
6) «Причинения вреда, превышающего обычные стеснения» (злоупотребление правом — осуществление субъективного права, причиняющее вред, который не принято претерпевать в обществе);
7) «Причинения вреда» (злоупотребление правом — осуществление субъективного права, причиняющее вред другому лицу);
8) «Недобросовестности» (злоупотребление правом — недобросовестное осуществление субъективного права);
9) «Нарушения пределов осуществления субъективного права» (злоупотребление правом — осуществление субъективного права с нарушением границ этого осуществления);
10) «Нарушения социально-хозяйственного назначения субъективного права» (злоупотребление правом — осуществление субъективного права, противоречащее социально-хозяйственному назначению этого права);
11) «Нарушения правил социалистического общежития» (злоупотребление правом — осуществление субъективного права, нарушающее правила социалистического общежития);
12) «Недозволенных конкретных форм поведения в рамках дозволенного законом общего типа поведения» (злоупотребление правом — осуществление субъективного права, представляющее собой недозволенную форму использования права в рамках дозволенного типа поведения);
13) «Неразумного осуществления права» (злоупотребление правом — неразумное осуществление субъективного права);
14) «Противоречия цели закона» (злоупотребление правом — осуществление субъективного права, вступающее в противоречие с той целью, которую пытался достичь законодатель, принимая норму права);
15) «Обхода закона» (злоупотребление правом — осуществление субъективного права, направленное на достижение запрещенного законом результата, или, наоборот, направленное на уклонение от результата, предусмотренного законом).
При этом каждой из обозначенных концепций присущи недостатки юридического и логического характера.
Опираясь на доктрину и на глубокий анализ материалов современной судебной практики, Мусарский С. В. доказывает следующее: Злоупотребление правом по ст. 10 ГК РФ — это вредоносное осуществление субъективного гражданского права, хотя и правомерное, но приводящее к явно несправедливому результату, которому суд обязан противодействовать.

## Употребляемость
Термин «запрет шиканы» (нем. Schikaneverbot, от фр. chicaner — мучить из-за раздутых мелочей) употребляется в праве Германии (§ 226 БГБ); российским законодательством он не предусмотрен, но используется в российской юридической литературе. Суть данной ситуации состоит в том, что осуществление такого права направлено на нанесение вреда другим лицам. Данная норма в российском законодательстве описана в ст. 10 Гражданского Кодекса РФ. Область её применения — исключительно судебная, поскольку указано прямо, что применить её (отказать в защите права, используемого в целях, описанных выше) может только суд.

## Пример
К примеру, суд вправе отказать в расторжении договора, который был оплачен в рассрочку полностью, но с нарушениями, которые дают право его расторгнуть (скажем, несколько задержек относительно графика платежей) в случае, если цена по данным услугам или товарам за время его оплаты существенно повысилась и лицо, обязанное предоставить оплаченный товар либо услугу желает расторгнуть договор. В данном случае речь пойдет об иной форме злоупотребления правом — стремлении продать товар или услугу по действующим ценам, таким образом повысив свою прибыль путём перепродажи другому лицу.